# Muggenthal (Adelsgeschlecht)

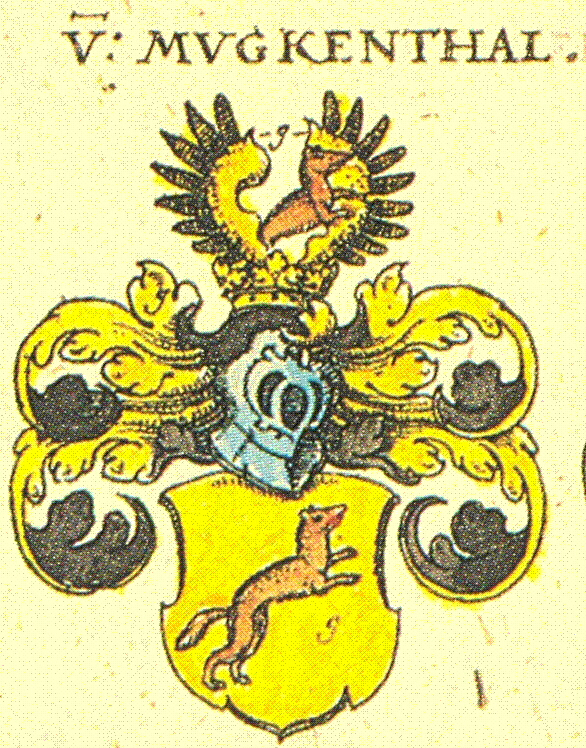
Wappen der Familie von Muggenthal nach Johann Siebmachers Wappenbuch

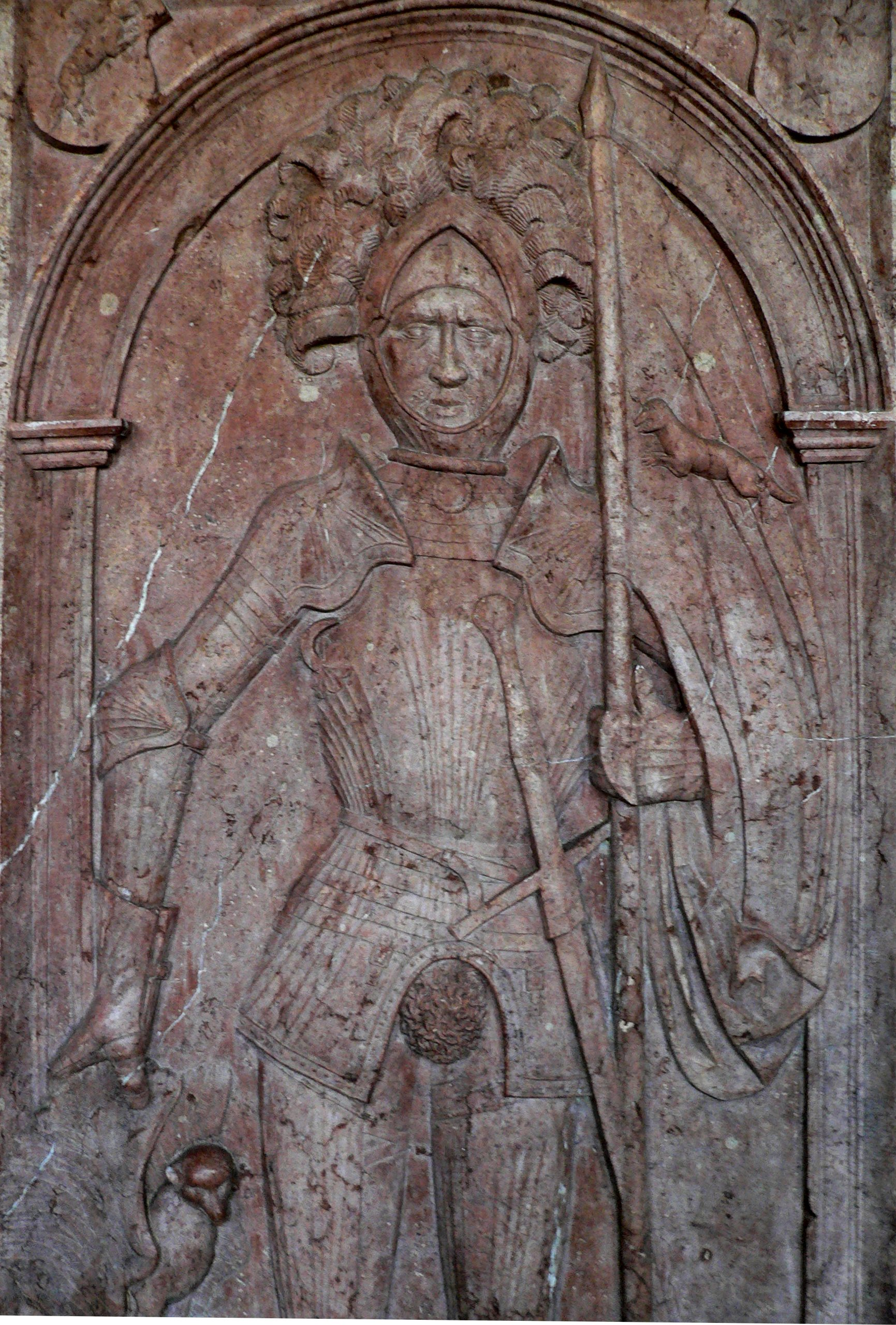
In der Pfarrkirche St. Georg von Schamhaupten finden sich mehrere Epitaphen der Muggenthaler

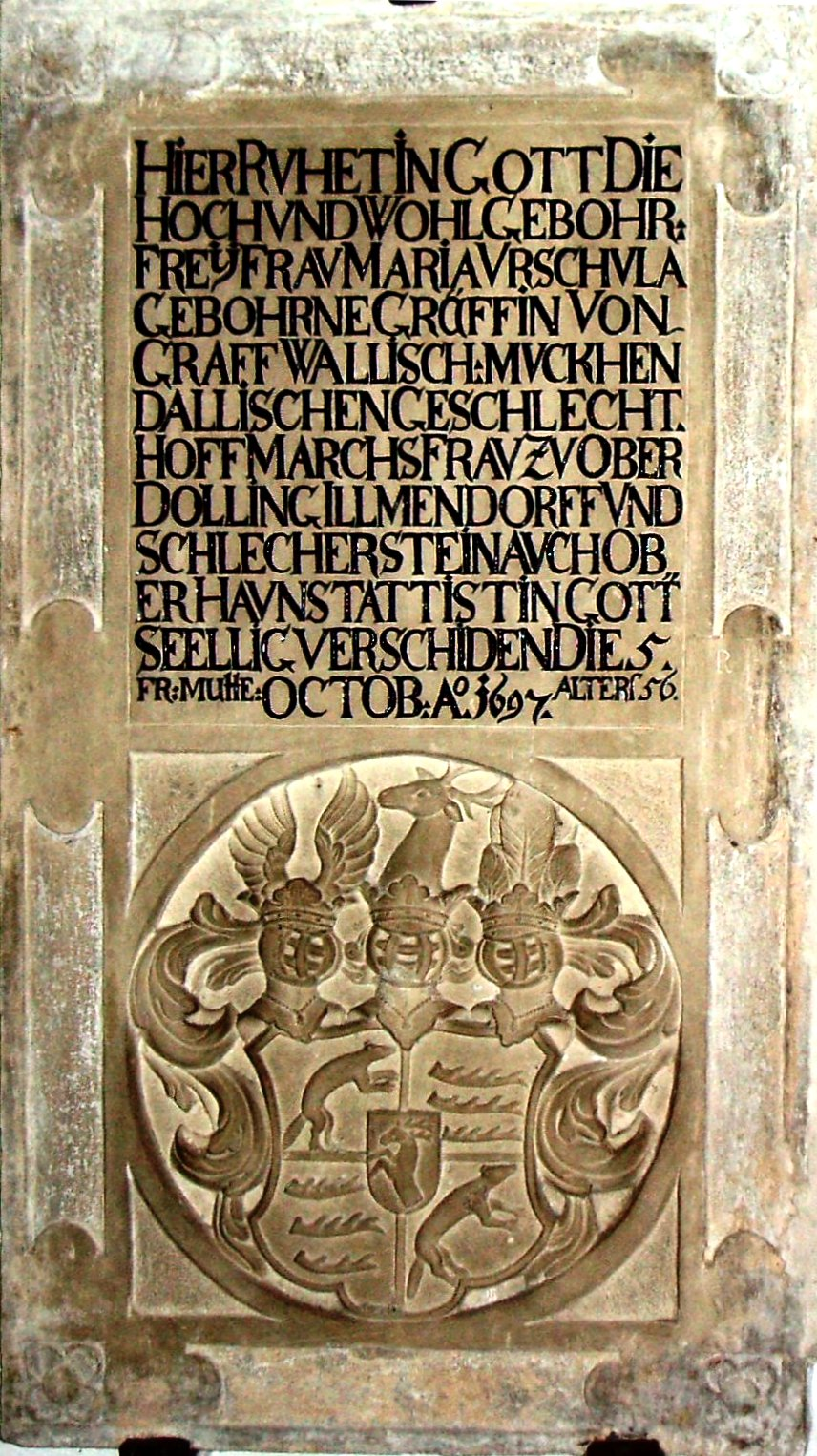
Epitaph der 1697 gestorbenen Gräfin Maria Ursula in der Kirche von Oberdolling

Bereits ab dem 12. Jahrhundert werden die Muggenthaler als Ministerialen der Babonen vermutet, die in der Gegend von Regensburg und Riedenburg, sowie in der Gegend zwischen Rott und Vils weitläufige Besitzungen hatten. Ab dem 13. / 14. Jahrhundert wird die Familie von Muggenthal häufig in den Quellen genannt, so etwa Weinmar von Muggenthal 1279. Die Muggenthaler gehörten ab dieser Zeit teilweise dem hohen Wittelsbachischen Dienstadel an.
Seit 1471 diente die Pfarrkirche St. Georg in Schamhaupten den Muggenthalern als Familiengrabstätte. In seinem Buch „Burgen und Schlösser im Donau-und Altmühltal“ schreibt August Sieghardt dazu: „In der ehemaligen Klosterkirche befinden sich zahlreiche wappenverzierte Epitaphe derer von Muggenthal. Darunter das Grabdenkmal des 1471 verstorbenen ‚Haimeran Mukenthaler zu Sandsdorf in voller Ausrüstung mit Schwert und Fähnlein‘. Auf dem Epitaph des 1611 verstorbenen Pflegers von Riedenburg Hans Heinrich von Muggenthal, das diesen mit seiner Familie veranschaulicht, ist das Schloß Sandersdorf mitabgebildet.“ In den „Verhandlungen des historischen Vereins für Oberpfalz und Regensburg“ von 1838 ist zu lesen: „In allen adeligen Stiften und Orden hatten die Muggenthaler von Hechsenacker, wie die Muggenthaler von Hinzenhausen und Sandersdorf, Mitglieder, an vielen ansehnlichen Aemtern nahmen sie Theil, unzählige Stiftungen zeugen von ihrem Reichtum und frommen Sinne.“ Der fromme Sinn war aber offenbar nur ein Teil eines weiter gesteckten Charakterspektrums. Die Muggenthaler nahmen an zahlreichen Turnieren, kriegerischen Auseinandersetzungen und Fehden teil. Hierzu erfährt man von Johann Gottfried Biedermann: „Jakob von Muggenthal ward Herrn Alberti Herzogs in Bayern Feind, und deshalber nebst seinem Bruder Jobsten in Acht erklähret. Heimeran von Muggenthal befehdete Hrn. Ludewig Herzogen in Bayern, ward aber 1435 nebst andern Edlen wieder ausgesöhnet.“

## Namensherkunft
Die Muggenthaler führen ihren Namen auf das alte Wort „Mugken“ für Marder zurück, was plausibel das Wappentier der Familie, den springenden Marder erklären würde. Als früher, möglicherweise namensgebender Wohnsitz kommt der „Herrensitz Muggenthal“ nahe bei Schönau in der Oberpfalz in Frage, der als Bodendenkmal verzeichnet ist: „Archäologische Befunde im Bereich des ehemaligen Hammerschlosses Muggenthal, darunter die Spuren eines spätmittelalterlichen und frühneuzeitlichen Eisenhammers mit zugehörigem Adelssitz“. In diesem Zusammenhang werden 1311 Heinrich und Ulrich die Mukkentaller erwähnt.
Für diesen Herkunftsort spricht vielleicht, dass die Muggenthaler später auch an anderen Orten mit der Eisenverarbeitung in Verbindung gebracht werden können. Etwa beim Landsassengut Schönhofen in der Nähe von Regensburg. Hans Nikol schreibt in den „Miszellen zur Oberpfalz“: „1447 hat Christoph der Muggenthaler den Sitz zu Schönhofen mit allem Zubehör erhalten wie es schon seine Vorfahren zu Lehen gehabt. Der Eisenhammer war uralt und schon im 14. Jahrhundert in Betrieb.“ Emma Mages berichtet im „Historischen Atlas von Bayern“ über die Hintergründe: „Schönhofen gehörte zu den Sitzen am Rande des Forstes Tangrintel, in denen sich Ministerialen Anteile an Dorfherrschaften sichern konnten. Diese Personenverbände bestanden als adelige Niedergerichtsbezirke bis in die Neuzeit fort. Die Sitze unterstanden wohl zunächst dem Bischof von Bamberg, dann im 12. Jahrhundert vermutlich den Burggrafen von Regensburg.“
Grundsätzlich kommen aber noch drei weitere Bauernhöfe, Weiler in Niederbayern mit dem Namen Muggenthal / Muckenthal als Herkunftsorte in Betracht.

## Verbreitung
Der Familie von Muggenthal gehörte das Schloss und die Hofmark Sandersdorf (1425–1646), die Burg Eggersberg (1435–1480), das Schloss Hexenagger (1528–1724), das Schloss Neuenhinzenhausen (1557–1780), das Schloss Laibach (1615–1775), das Schloss Steinsdorf (1704–1780), das Schloss Schönleiten (1655–1679), das Schloss Waal (1601–1750), sie waren auch Besitzer der Hofmark Unterbaar (1564–1652) und der Hofmark Hagenhill (1557–1724).
Mitglieder der weit verzweigten Familie saßen zu verschiedenen Zeiten auch in Altmannstein, Altmühlmünster, Dachau, Dietfurt, Eichhofen, Emhof, Erlach, Erkershofen, Flügelsberg, Grashausen, Gimpertshausen, Hienheim, Hirschberg, Kösching, Laaber, Loch, Mindelstetten, Mendorf, München, Pondorf, Rain, Riedenburg, Riedheim, Schönbrunn, Schönhofen, Seyboldsdorf, Sollern. Ein weiterer Zweig der Familie saß auch an Inn und Isar und im Salzburgischen mit Sitzen in Dingolfing, Gangkofen, Hohenburg, Burghausen, Salzburg. Über Besitz im Ritterkanton Odenwald (Schloss Laibach) gehörten sie auch zur reichsfreien fränkischen Ritterschaft.
Die Muggenthaler wurden 1625 Reichsfreiherren, 1667 wurde die Linie Muggenthal-Sandersdorf durch Kaiser Leopold I. in den Reichsgrafenstand erhoben.

## Namensträger im 17. Jahrhundert
- Johann Dietrich Graf von Muggenthal und Carl Ferdinand Graf von Muggenthal, Domherren in Salzburg, Erbauer des Schlosses Schönleiten
- Maria Theresia von Muggenthal und Franziska Sibylle von Muggenthal, Fürstäbtissinnen der Reichsabtei Niedermünster in Regensburg
- Adam Friedrich von Muggenthal, Generalkommissar der katholischen Liga
- Hans Wolf von Muggenthal, Pfleger und Kastner zu Dietfurt, auf Neuhinzenhausen, Mindelstetten, Hiendorf, Steinsdorf und Grashausen

## Belege
- Werner Robl: Die Pabonen-Türme von Hinzenhausen, siehe Endnoten (01) und (02), sowie der Absatz Verbreitung: „Mitglieder der weit verzweigten Familie ...“ Ebenso die Vermutung, dass die Muggenthaler Ministerialen der Babonen gewesen sein könnten.
- Johann Gottfried Biedermann: Geschlechtsregister (Stammbaum) Muggenthal. In Der Reichs Frey unmittelbaren Ritterschaft Landes zu Franken löblichen Orts Ottenwald, dem Stammbaum wurden die genannten Namensträger im 17. Jahrhundert entnommen, auch die Nennung von Weinmar von Muggenthal im Jahr 1279. Ebenso die Nennung von Jakob, Jobst und Heimeran von Muggenthal in Hinblick auf Fehdeführungen.
- Wolfgang Vogl: Oberdolling, Geschichte und Kunst. Seite 23: „… das alte Wort Mugken für Marder“
- Bayerisches Landesamt für Denkmalpflege, Landkreis Schwandorf, Baudenkmäler: Hammerschloss Muggenthal, D-3-6541-0043
- Maximilian Prokop von Freyberg, Regesta boica: 3. Oktober 1311, „Heinrich und Ulrich die Mukkentaller werden als Zeugen genannt.“
- Bernhard Peter: Schloß Laibach. „Die Muggenthaler wurden 1625 Reichsfreiherren, die Linie Sandersdorf 1667 Reichsgrafen.“
- August Sieghardt, „Burgen und Schlösser im Donau-und Altmühltal“, Verlag Gebr. Held, Regensburg, Seiten 96, 99, 105, 106
- Emma Mages, „Kelheim, Historischer Atlas von Bayern“: Seite 206 / 207
- Hans  Nikol, Aufsatz in den „Miszellen zur Oberpfalz: Landsassengut und Hammer Schönhofen“
- „Verhandlungen des historischen Vereins für Oberpfalz und Regensburg“, Regensburg, 1838, Band IV, „Die Muggenthaler“, Seite 269 und folgende Seiten